# Ginásio de Esportes Geraldo Magalhães
El Ginásio de Esportes Geraldo Magalhães, también conocido como el Geraldão, es un estadio deportivo cubierto situado en Recife, Brasil. Su capacidad es de 15 000 espectadores y fue inaugurado en 1970. Alberga eventos deportivos cubiertos, como baloncesto y voleibol, y también ofrece conciertos.